# Neolathromera latipennis
Neolathromera latipennis är en stekelart som beskrevs av Yousuf och Shafee 1985. Neolathromera latipennis ingår i släktet Neolathromera och familjen hårstrimsteklar. Inga underarter finns listade i Catalogue of Life.